# Petersburg (Tennessee)
Petersburg – miasto w Stanach Zjednoczonych, w stanie Tennessee, w hrabstwie Lincoln.